# Петяярви (платформа)
Петяя́рви (фин. Petäjärvi) — платформа (до 2011 года — станция) Приозерского направления Октябрьской железной дороги. Расположена на территории Приозерского района Ленинградской области вблизи посёлка Петровское. При станции располагается одноименный посёлок.
На платформе останавливаются все электропоезда, кроме скорых электропоездов Санкт-Петербург — Кузнечное. Ранее останавливался пассажирский поезд № 349/350 Санкт-Петербург — Костомукша.

## Название
Название станции произошло от финского название посёлка Петровское (Petäjärvi — сосновое озеро), расположенного в 2 километрах от станции. При переименовании в 1949 году финских названий на Карельском перешейке также планировалось и переименование железнодорожной станции. Однако, согласно железнодорожным правилам, на территории одного региона не могло быть две станции с одним и тем же названием. В связи с этим управление железной дороги автоматически восстановило названия железнодорожным станциям, если такое повторялось (при переименовании) на территории Ленинградской области. Петяярви — единственный топоним, сохранивший своё название из многочисленных названий бассейна Нижней Вуоксы после перехода этих земель от Финляндии к Советскому Союзу.

## Описание
По состоянию на 2010 год, станция располагала тремя путями, уложенными в виде парка-трапеции, причём активно использовались только два. Платформа находилась (и находится) между первым и вторым путями. Иногда на станции осуществлялся разъезд электропоездов. Все пути электрифицированы в 1975 году в составе участка Сосново — Приозерск. Раньше существовал подъездной путь к электрической подстанции, расположенной в чётной горловине станции. К югу от станции имеется путепровод над грунтовой автодорогой.
В ноябре 2011 года платформа находилась в состоянии реконструкции, вход и выход пассажиров производился из первых двух вагонов.
21 декабря 2011 года, в связи с завершением строительства новой станции Лосево-1, а также второго пути от станции Сосново, станция Петяярви была закрыта, став остановочным пунктом. Третий путь разобрали, оставив только два. Упомянутый путепровод к югу от станции также реконструируется: новый путь проходит по новому путепроводу, построенному немного выше, чем старый, а старый путь пока проходит по старому путепроводу.

## Фотогалерея
| - Фотография вокзала 30-х годов XX века | - Километровый знак 85/86 км у платформы |

- Здание касс
- Указатель на платформе с названием станции
- Вид в сторону пл. 79 км
- Вид в сторону пл. Лосево
- Служебное помещение станции
- Экспресс Петербург — Кузнечное, проследующий станцию без остановки
- Бывшая южная горловина. Видна неиспользуемая входная стрелка. Старый и новый путепроводы. Июнь 2012 года
- Бывшая северная горловина. Неиспользуемая выходная стрелка. Июнь 2012 года
- Платформа станции в мае 2010 года
- Неиспользуемое здание диспетчерской службы
- Новый и старый путепроводы к югу от платформы